# Cine Gracher
Cine Gracher é uma empresa privada brasileira, que atua no ramo de exibição cinematográfica, sediada na cidade de Brusque. Está presente em oito cidades dos Estados do Paraná e Santa Catarina e mais recentemente na cidade de Canela no estado do Rio Grande do Sul, totalizando participação em nove cidades, seu parque exibidor é formado por dez complexos e trinta e quatro salas, média de 3,4 salas por complexo. Suas 4 407 poltronas perfazem uma média de 146,90 assentos por sala. (A unidade de Canela tem mais de 600 assentos totalizando as 4 salas) 

## História

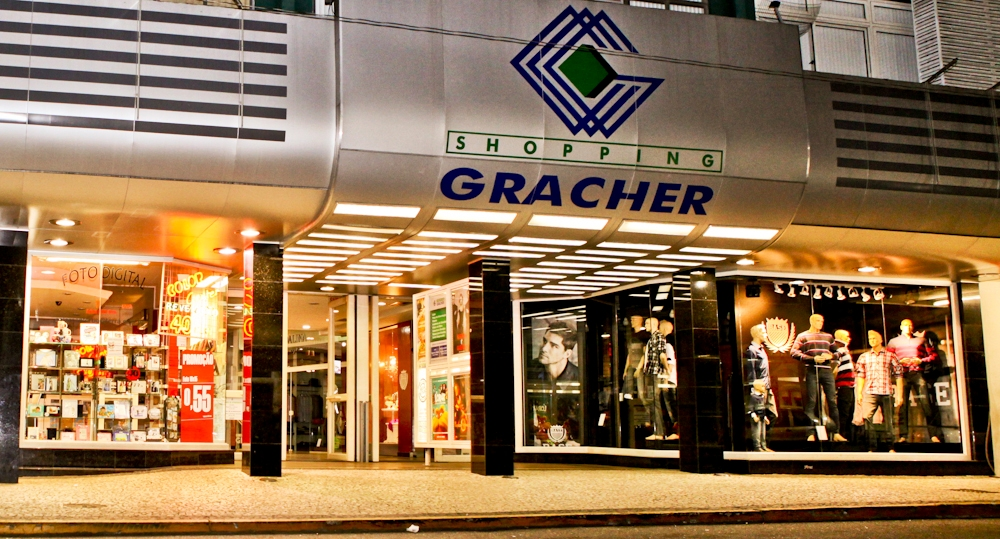
Vista externa do Shopping Gracher de Brusque

A relação da família Gracher de Brusque com o cinema é antiga, tendo iniciado em 1915, quando o patriarca Carlos Gracher abriu o Cine Esperança, anexo ao Hotel  Schaefer e próximo à Prefeitura Municipal daquela cidade. Em 1932, o cinema mudou a localização, transferindo-se para um antigo convento de freiras, e passou a chamar-se Cine Guarany. No ano de 1949, já na segunda geração da família, o cinema sofreu uma remodelação e passou a chamar-se Cine Real, com 400 lugares, pelas mãos de Arno Carlos Gracher.
Em virtude das transformações que sucederam no país com o avanço da televisão e do videocassete e conseqüente redução do público, o Cine Real fechou as portas em 1994. A cidade ficaria cinco anos sem salas de exibição até a inauguração do Shopping Gracher, no mesmo local que abrigara o antigo cinema, em 17 de março de 1999, com uma sala de cinema, contendo os recursos tecnológicos disponíveis à época, como som totalmente digital, sistema de projeção em pratos strong e poltronas distribuídas no formato smart stadium.
Em 2005, duas novas salas seriam acrescentadas ao complexo, passando ter capacidade de abrigar 436 espectadores.

## Transformação em rede e modernização

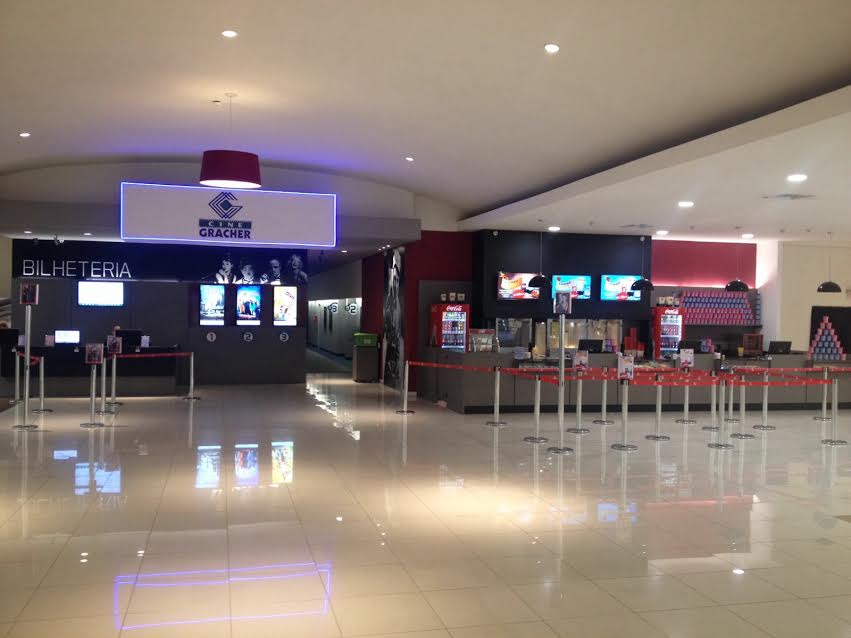
Vista do foyer do Cine Gracher instalado na Havan de Brusque

A empresa passou a ter um perfil de rede em rede dezembro de 2013, quando foi inaugurado um novo complexo de três salas na loja de departamentos Havan, que tem sua sede em Brusque. Em julho de 2015, essa parceira se consolidaria com a inauguração de novo complexo de três salas na filial Havan  cidade de Porto União, e a promessa de abertura de outros cinemas nas cidades de Arapongas e Pato Branco, o que representaria a expansão para fora do Estado de Santa Catarina. O anúncio da abertura de filial dessa loja de departamentos na cidade de Itabuna, na Bahia, que se encontra desprovida de salas exibidoras desde outubro de 2010, gerou a expectativa na imprensa local da abertura de um complexo de cinemas.
Mesmo sendo uma empresa modesta, se comparada com as grandes redes de exibição do país, àquela época com doze salas de exibição, logrou concluir o processo de digitalização, com 100% de suas salas utilizando equipamentos computadorizados desde setembro de 2014. Como a maioria dos cinemas brasileiros, tem exibido sessões com o som dublado, em detrimento dos legendados, em virtude da mudança de preferência do público que aconteceu nos últimos anos.
Atualmente, o grupo é administrado pelo executivo catarinense Carlos Búrigo.

## Público

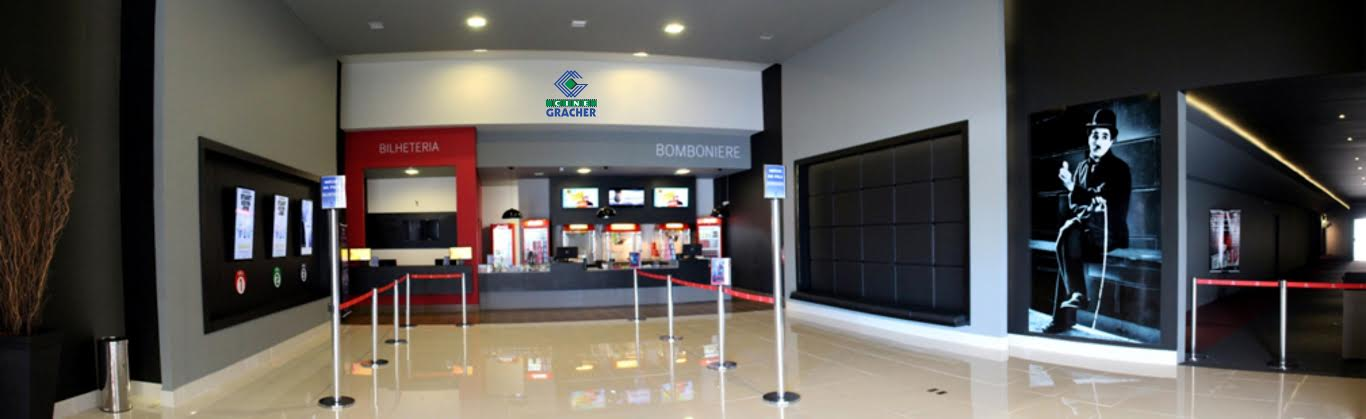
Vista panorâmica do Cine Gracher da loja Havan de Porto União

Abaixo a tabela de público e sua evolução de 2008 a 2019, considerando o somatório de todas as suas salas a cada ano. A variação mencionada se refere à comparação com os números do ano imediatamente anterior. Os dados foram extraídos do banco de dados Box Office do portal de cinema Filme B, à exceção dos números de 2014 e 2015, importados do Data Base Brasil. Já os dados de 2016 em diante procedem do relatório "Informe Anual Distribuição em Salas Detalhado", do Observatório Brasileiro do Cinema e do Audiovisual (OCA) da ANCINE.
No período avaliado, houve um crescimento da ordem 1 307,37% no seu público. A expansão da rede, que inaugurou cinco novos complexos entre 2017 e 2018 neutralizou os efeitos da redução da bilheteria que se operou em todo o mercado brasileiro de cinema naqueles dois anos, quando o Cine Gracher  viu crescer seus frequentadores em 70,69%.
| Ano  | Público total | Ranking no país | Market Share | Variação |
| ---- | ------------- | --------------- | ------------ | -------- |
| 2008 | 57 653        | 65º             | 0,07%        | ano-base |
| 2009 | 83 858        | 62º             | 0,07%        | 45,45%   |
| 2010 | 86 908        | 64º             | 0,06%        | 3,64%    |
| 2011 | 92 937        | 58º             | 0,07%        | 6,94%    |
| 2012 | 92 656        | 65º             | 0,06%        | 0,30%    |
| 2013 | 88 178        | 61º             | 0,06%        | 4,83%    |
| 2014 | 132 967       | 50º             | 0,08%        | 49,20%   |
| 2015 | 216 892       | 45º             | 0,13%        | 63,12%   |
| 2016 | 283 082       | 38º             | 0,15%        | 30,52%   |
| 2017 | 453 146       | 29º             | 0,25%        | 60,08%   |
| 2018 | 483 183       | 30º             | 0,30%        | 6,36%    |
| 2019 | 811 393       | 26º             | 0,46%        | 67,93%   |